# Kissing Strangers
Kissing Strangers is de vierde single van de Belgische zanger Berre. Het nummer werd op 23 juni 2023 uitgebracht in België en werd een radio-hit. Het nummer werd gekozen als MNM-Big Hit, en kwam een week later binnen op plaats 26 in de Ultratop 50. Mede dankzij de nominatie voor de Radio 2 Zomerhit en airplay van andere radiozenders, piekte het nummer op plaats 5 eind september. Dit was de derde beste notering voor Berre, na zijn debuutsingle Say My Name en opvolger Thrill of It All.
Op 9 december 2023 ontving Berre tijdens Q-Pop in het Sportpaleis zijn gouden plaat voor Kissing Strangers.

## Hitnoteringen

### Ultratop 50 Vlaanderen
| Positie: | 26 | 30 | 25 | 31 | 17 | 11  | 8 | 11 | 8 | 9 | 7 | 7 | 5 | 13 | 14 | 11 |
| Week:    | 17 | 18 | 19 | 20 | 21 |     |   |    |   |   |   |   |   |    |    |    |
| Positie: | 14 | 17 | 21 | 43 | 31 | uit |   |    |   |   |   |   |   |    |    |    |